# Преговарање
Преговарање је процес решавања размирица међу сукобљеним странама. Популарни облик решавања проблема је медијација, преговарање вођено од стране обученог трећег лица. Социјални радници се често обучавају за медијаторе како би били способни да пруже помоћ особама да мирно решавају сукобе са околином, групама или заједницом.